# Сурський район
Сурський район (рос. Сурский район) — адміністративно-територіальна одиниця (район) та муніципальне утворення (муніципальний район) у південно-західній частині Ульяновської області Росії.
Адміністративний центр — робітниче селище Сурське.

## Історія
Сурський район був утворений в 1928 році і називався Промзинський район, і увійшов до складу Ульяновського округу Середньо-Волзької області.

## Населення
| 1939    | 1989    | 2002    | 2009    | 2010    | 2011    | 2012    |
| ------- | ------- | ------- | ------- | ------- | ------- | ------- |
| 68 955  | ↘25 932 | ↘22 644 | ↘20 494 | ↘19 430 | ↘19 333 | ↘18 928 |
| 2013    | 2014    | 2015    | 2016    | 2017    | 2018    | 2019    |
| ↘18 506 | ↘18 058 | ↘17 692 | ↘17 411 | ↘17 001 | ↘16 635 | ↘16 228 |
| 2020    | 2021    |         |         |         |         |         |
| ↘15 862 | ↘15 109 |         |         |         |         |         |